# Následníci 2
Následníci 2 (v originále Descendants 2) je sequel k předchozímu dílu Následníci. Film pochází z produkce Disney Channel. Světovou premiéru měl v USA 21. července 2017 v pěti různých amerických stanicích ABC, Disney XD, Freeform, Lifetime and Lifetime Movies a v Česku měl premiéru 9. září 2017. Novou hlavní postavou je Uma, kterou ztvárňuje China Anne McClain. Trailer s českým dabingem byl vydán 21. srpna 2017 a speciální dabovaná ukázka 17. srpna 2017.

## Popis
Ben je nyní králem Auradonu a pokouší se pomáhat Mal, Evie, Carlosovi a Jayovi, aby se přizpůsobili životu v Auradonu. Nicméně, když Mal podlehne tlaku královské perfektnosti, vrátí se na Ostrov ztracených. Evie, Carlos a Jay musí pomáhat Benovi, aby se spolu s Benem vrátili na ostrov a našli Mal. Mal je šokována, když najde Umu (dcera Uršuly) a její přátele Harryho (syn kapitána Hooka) a Gila (syn Gastona), kteří převzali místo vládce ostrova.

## Postavy
| Postava       | Status                             | Herec              | Dabing             |
| Zloduši       | Zloduši                            | Zloduši            | Zloduši            |
| ------------- | ---------------------------------- | ------------------ | ------------------ |
| Mal           | dcera Zloby                        | Dove Cameron       | Ivana Korolová     |
| Carlos        | syn Cruelly de Vil                 | Cameron Boyce      | Martin Sucharda    |
| Evie          | dcera Zlé Královny                 | Sofia Carson       | Marika Šoposká     |
| Jay           | syn Jafara                         | Booboo Stewart     | Jan Battěk         |
| Uma           | dcera Uršuly                       | China Anne McClain | Anna Marie Jurková |
| Harry         | syn kapitána Hooka                 | Thomas Doherty     | Robin Pařík        |
| Gil           | syn Gastona                        | Dylan Playfair     | Roman Hajlich      |
| Dizzy         | dcera Drizelly                     | Anna Cathcart      | Eliška Jirotková   |
| Auradoňané    |                                    |                    |                    |
| Ben           | syn královny Belle a krále Zvířete | Mitchel Hoppe      | Jan Škvor          |
| Loonie        | dcera Fa Mulan a Li Shang          | Dianne Doan        | Klára Nováková     |
| Jane          | dcera Dobré Víly                   | Brenna D'Amico     | Adéla Nováková     |
| Chad Charming | syn Cinderelly a prince Charminga  | Jedidiah Goodacre  | Petr Neskusil      |
| Doug          | syn Šmudly                         | Zachary Gibson     | Jindřich Žampa     |
| Dobrá Víla    | matka Jane                         | Melanie Paxson     | Jolana Smyčková    |

## Descendants 2 (Original TV Movie Soundtrack)
| Descendants 2 (Original TV Movie Soundtrack) | Descendants 2 (Original TV Movie Soundtrack) | Descendants 2 (Original TV Movie Soundtrack) |
| Pořadí                                       | Název | Délka                                        |
| -------------------------------------------- | --- | -------------------------------------------- |
| 1.                                           | Ways to Be Wicked (Dove Cameron, Sofia Carson, Cameron Boyce & Booboo Stewart)                                                                  | 3:38                                         |
| 2.                                           | What's My Name (China Anne McClain, Thomas Doherty & Dylan Playfair)                                                                            | 3:10                                         |
| 3.                                           | Chillin' Like a Villain (Sofia Carson, Cameron Boyce, Booboo Stewart & Mitchell Hope)                                                           | 3:13                                         |
| 4.                                           | Space Between (Dove Cameron & Sofia Carson) | 3:26                                         |
| 5.                                           | It's Goin' Down (Dove Cameron, Sofia Carson, Cameron Boyce, Booboo Stewart, China Anne McClain, Mitchell Hope, Thomas Doherty & Dylan Playfair) | 4:12                                         |
| 6.                                           | You and Me (Dove Cameron, Sofia Carson, Cameron Boyce, Booboo Stewart, Mitchell Hope & Jeff Lewis)                                              | 3:32                                         |
| 7.                                           | Kiss the Girl (Dove Cameron, Sofia Carson, Cameron Boyce, Booboo Stewart, China Anne McClain & Thomas Doherty)                                  | 2:44                                         |
| 8.                                           | Poor Unfortunate Souls (China Anne McClain) | 2:43                                         |
| 9.                                           | Better Together (Z "Následníci: Kouzelný svět") (Dove Cameron & Sofia Carson)                                                                   | 2:44                                         |
| 10.                                          | Evil (Z "Následníci: Kouzelný svět") (Dove Cameron)                                                                                             | 2:54                                         |
| 11.                                          | Rather Be with You(Z "Následníci: Kouzelný svět") (Dove Cameron & Sofia Carson)                                                                 | 2:14                                         |

## Premiérové vysílání
| Země                                                       | Datum             | Název                              |
| ---------------------------------------------------------- | ----------------- | ---------------------------------- |
| USA                                                        | 21. července 2017 | Descendants 2                      |
| Kanada                                                     | 21. července 2017 | Descendants 2                      |
| Austrálie                                                  | 28. července 2017 | Descendants 2                      |
| Argentina                                                  | 20. srpna 2017    | Descendientes 2                    |
| Brazílie                                                   | 20. srpna 2017    | Descendentes 2 – O Bicho Vai Pegar |
| Filipíny                                                   | 20. srpna 2017    | Descendants 2                      |
| Indonésie                                                  | 20. srpna 2017    | Descendants 2                      |
| Latinská Amerika                                           | 20. srpna 2017    | Descendientes 2                    |
| Malajsie                                                   | 20. srpna 2017    | Descendants 2                      |
| Singapur                                                   | 20. srpna 2017    | Descendants 2                      |
| Thajsko                                                    | 20. srpna 2017    | Descendants 2                      |
| Izrael                                                     | 31. srpna 2017    | 2היורשים                           |
| Česko                                                      | 9. září 2017      | Následníci 2                       |
| Maďarsko                                                   | 9. září 2017      | Utódok 2.                          |
| Polsko                                                     | 9. září 2017      | Następcy 2                         |
| Rusko                                                      | 9. září 2017      | Наследники 2                       |
| Slovensko                                                  | 9. září 2017      | Následníci 2                       |
| Bulharsko                                                  | 16. září 2017     | Наследниците 2                     |
| Rumunsko                                                   | 16. září 2017     | Descendentii 2                     |
| Itálie                                                     | 23. září 2017     | Descendants 2                      |
| Španělsko                                                  | 6. října 2017     | Los Descendientes 2                |
| Jižní Afrika                                               | 6. října 2017     | Descendants 2                      |
| Portugalsko                                                | 7. října 2017     | Os Descendentes 2                  |
| Alandy Dánsko Faerské ostrovy Finsko Grónsko Island Norsko | 13. října 2017    | Descendants 2                      |
| Francie                                                    | 17. října 2017    | Descendants 2                      |
| Spojené království                                         | 20. října 2017    | Descendants 2                      |
| Irsko                                                      | 20. října 2017    | Descendants 2                      |
| Belgie Nizozemsko                                          | 28. října 2017    | Descendants 2                      |
| Německo Rakousko Švýcarsko Lichtenštejnsko                 | 4. listopadu 2017 | Descendants 2                      |
| Turecko                                                    | 31. května 2018   | Yeni Nesil 2                       |